# Umberto Baldini
Pour les articles homonymes, voir Baldini.
Umberto Baldini (Pitigliano, 9 novembre 1921 – Massa, 16 août 2006) est un historien de l'art et un théoricien de la restauration des œuvres d'art.

## Biographie
Après avoir obtenu sa licence en histoire de l'art avec le professeur Mario Salmi (it), Umberto Baldini entre en service comme inspecteur de la Superintendance de Florence et en 1949, devient directeur du Gabinetto di Restauro situé dans les locaux des Uffizi. Dans cette fonction, il doit gérer les catastrophiques conséquences des inondations de Florence de 1966 qui endommagèrent un nombre impressionnant de chefs-d'œuvre. Le résultat de ces interventions a depuis consacré au niveau mondial les techniques et les méthodologies de « l'école florentine » de la restauration. 
En 1970, il devient directeur de l’Opificio delle pietre dure ; de 1983 à 1987, il  dirige l’Istituto Centrale per il Restauro di Roma et réussit pendant ces années l'important chantier de restauration  de la Chapelle Brancacci dans l'église Santa Maria del Carmine à Florence. 
Il est successivement nommé président de l’Università Internazionale dell'Arte di Firenze (Université Internationale de l'Art de Florence), et directeur, toujours à Florence, du Museo Horne.

## Principaux écrits
- (it) Teoria del restauro e unità di metodologia (2 vol). Florence, éd. Nardini  (1978-1981)
- (it) Metodo e Scienza: operatività e ricerca nel restauro. Florence, éd. Sansoni (1982)
- (it) Umberto Baldini, Masaccio, Milan, Electa, 2001 (ISBN 88-435-7380-2 et 978-8843573806, lire en ligne)